# Российско-малийские отношения
Российско-малийские отношения — официальные отношения, добровольно установленные во всех сферах деятельности между Россией и Республикой Мали.

## СССР и Мали
В 1959 году автономные республики Судан и Сенегал, входящие во Французское сообщество, объединились в Федерацию Мали. 20 июня 1960 года федерация провозгласила независимость, но её история оказалась недолгой — 22 августа Сенегал вышел из её состава. 22 сентября чрезвычайный съезд партии Суданский союз — Африканское демократическое объединение объявил о создании Республики Мали.
В октябре Мали и СССР установили дипломатические отношения. В марте 1961 года страны заключили соглашения об экономическом и торговом сотрудничестве, а также о культурных связях.

Наши страны разделяют большие расстояния, но их сближает общность интересов и точек зрения по многим важным и актуальным вопросам, и прежде всего по вопросам укрепления всеобщего мира и безопасности, ликвидации колониализма и обеспечения всем народам, большим и малым, право на самостоятельное, независимое развитие.
Речь первого заместителя председателя Совета Министров СССР А. И. Микояна на завтраке в Кремле в честь миссии дружбы и доброй воли Мали 

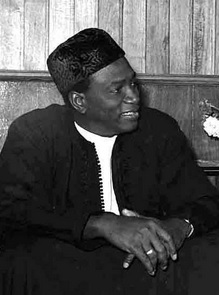
Первый президент Мали Модибо Кейта

На госкредиты от Советского Союза в Мали построили золотодобывающее предприятие «Kalana», цементный завод в городе Диаму, освоили девять тысяч гектаров земли под выращивание риса, искали месторождения полезных ископаемых. В 1965 году СССР на свои средства построил в Бамако — столице Мали — школу для подготовки медицинских сестёр и акушерок на 200 учащихся. С помощью Советского Союза в Бамако построили спортивный центр с ареной на 25 тысяч зрителей, создали Высшую нормальную школу, Высшую школу администрации, медицинскую школу, центр профессионального обучения. В деревне Катибугу, в регионе Куликоро, открыли Сельскохозяйственный политехнический институт. Многие жители Мали получали среднее специальное и высшее образование в СССР. В школах республики преподавали русский язык. Национальная фольклорная труппа, созданная в Мали для пропаганды традиционного искусства страны за границей, в 1961 и 1970 годах гастролировала в Советском Союзе с программой танцев и пантомим.
Первый президент Мали Модибо Кейта дважды посещал СССР с официальными визитами — в мае 1962 года и октябре 1965 года. В 1963 году Кейта стал лауреатом 
Ленинской премии мира.

## Россия и Мали

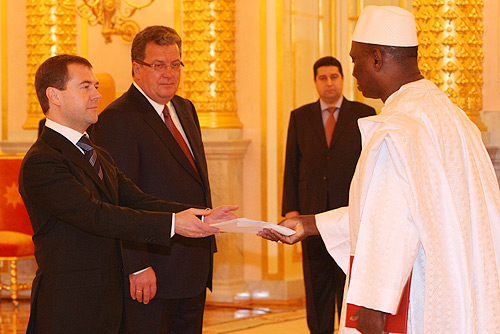
Президент России Дмитрий Медведев принимает верительную грамоту от малийского посла

В конце 1991 года СССР прекратил своё существование. 22 декабря РСФСР приняла на себя права и обязательства бывшего Советского Союза, что было признано мировым сообществом. 25 декабря Верховный совет РСФСР переименовал страну в Российскую Федерацию. С 1993 года равноправное официальное название страны — Россия.

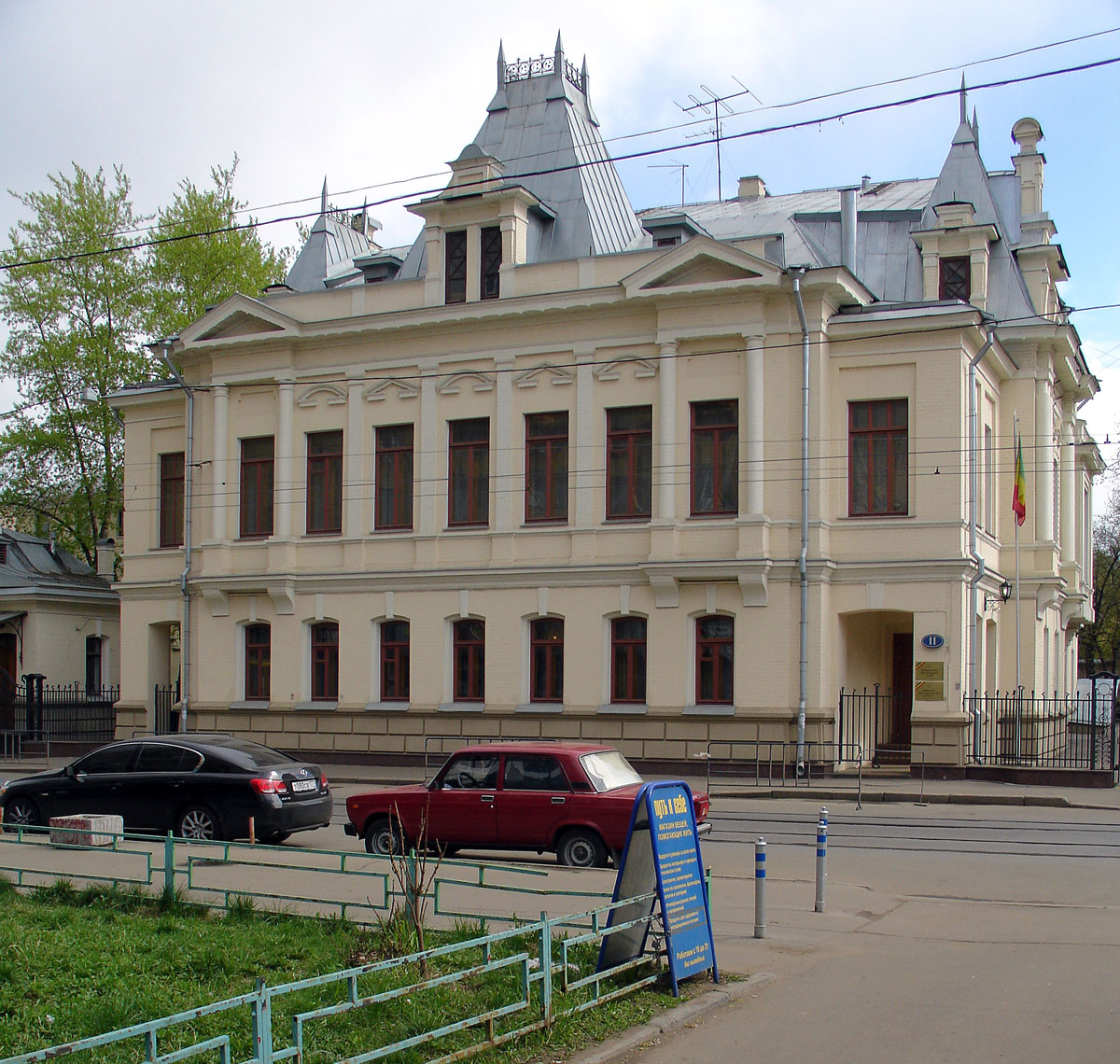
Посольство Мали в России

С 1991 года двусторонние связи России и Мали заметно сократились. Однако руководство Мали проявляет интерес к развитию контактов между странами и особенно в разведке месторождений полезных ископаемых, добыче золота, строительстве дорог, развитии производства и сельского хозяйства. Министры иностранных дел Мали посещали Россию с официальными визитами в октябре 1992 года, августе 2000 года, мае 2009 года, ноябре 2021 года.
В июне 2019 года министры обороны России и Мали Сергей Шойгу и Ибрахим Дахиру Дембеле подписали соглашение о военном сотрудничестве. По оценке министра иностранных дел Мали Абдулай Диопа, 90% военных страны прошли обучение в СССР и России.
Абдулай Диоп назвал Россию стратегическим партнёром и поблагодарил за вклад в развитие Мали. В 2021 году Мали обратилась к частной военной компании из России для борьбы с террористическими группировками. В начале 2022 года Россия поставила Мали боевые вертолёты и радиолокационную станцию наблюдения для оснащения армии республики.
10 августа 2022 года между президентом России Владимиром Путиным и временным лидером африканской страны Ассими Гойта состоялся телефонный разговор в котором обсуждались поставки продовольствия, удобрений и топлива в Мали. Позже Гойта сообщил в Твиттере, что два лидера говорили о поддержке Россией политического перехода Мали.
5 февраля 2023 года Reuters со ссылкой на министерство иностранных дел Мали сообщило о двухдневном визите в страну министра иностранных дел России Сергея Лаврова, который был назван отражением общего желания укрепить связи в сфере обороны и безопасности. Было отмечено, что это первый официальный визит министра иностранных дел России в страну и что укрепление отношений между странами совпало с разрывом с бывшей метрополией - Францией, которая вывела свои войска из страны в 2022 году. 
7 февраля 2023 года, во время визита, министр иностранных дел России Сергей Лавров заявил, что Россия продолжит помогать Мали в повышении её военного потенциала. Было отмечена обеспокоенность западных стран возможным привлечением в Мали ЧВК «Вагнер». Подчеркивалось, что ранее президент России Владимир Путин заявлял, что российское государство не имеет ничего общего с частными военными компаниями, работающими в Мали и что страна имеет право работать с частными российскими фирмами.
23 июня 2025 года состоялся официальный визит Президента переходного правительства Республики Мали Ассими Гоита в Москву. Подписаны следующие документы: соглашение об основах отношений между Российской Федерацией и Республикой Мали; соглашение между Правительством Российской Федерации и Правительством Республики Мали о создании Межправительственной Российско-Малийской комиссии по торгово-экономическому и научно-техническому сотрудничеству; соглашение между Правительством Российской Федерации и Правительством Республики Мали о сотрудничестве в области использования атомной энергии в мирных целях.